# Aleksandr Aleksandrovič Andronov
Aleksandr Aleksandrovič Andronov (in russo Александр Александрович Андронов?; Mosca, 11 aprile 1901 – Gorky, 31 ottobre 1952) è stato un fisico sovietico.
Fu membro dell'Accademia delle scienze dell'URSS.
I suoi studi furono rivolti alla teoria del caos con particolare attenzione per le biforcazioni.

## Curiosità
A Aleksandr Aleksandrovič  Andronov la UAI ha intitolato il cratere lunare Andronov  e l'asteroide 11003 Andronov.